# 바로크 건축

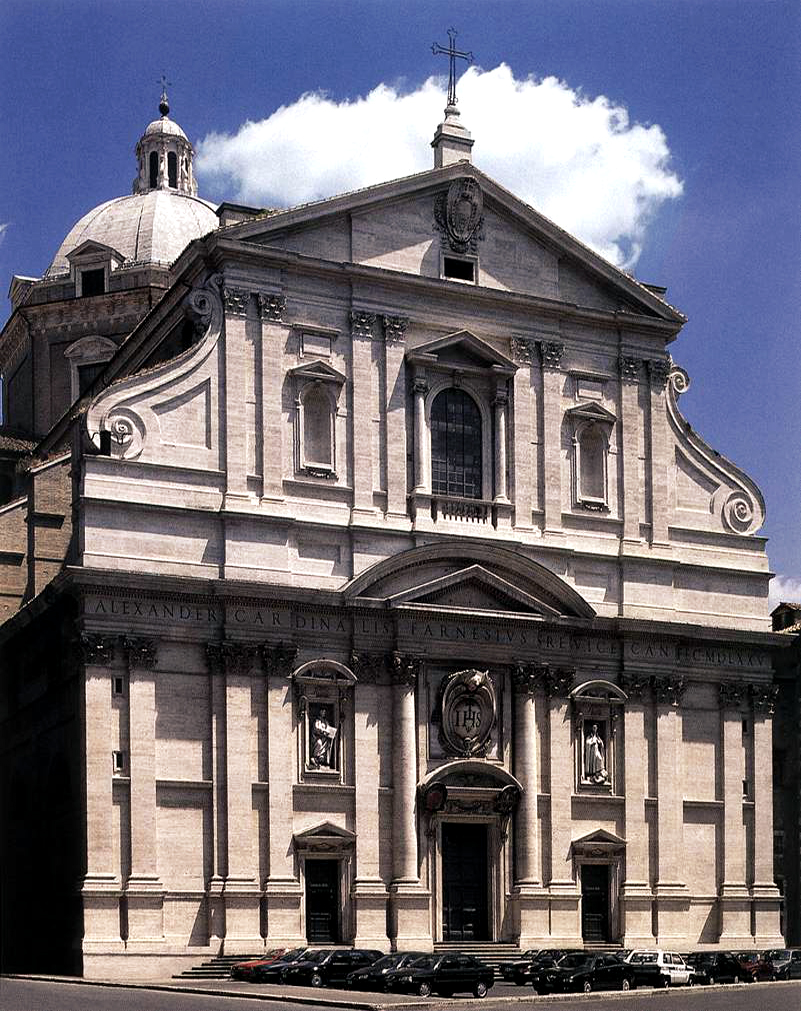
최초의 바로크 건축물인 이탈리아의 제수 성당.

바로크 건축은 16세기 말엽 이탈리아에서 시작된 바로크 시대의 건물 양식을 이르는 용어이며, 르네상스 건축 양식에 로마식 표현 형식을 첨부한 것이 특징이다. 바로크 건축 양식은 역동성과 거대한 규모의 기념성을 지니고 있으며, 일반적으로 가톨릭교회의 영광과 전제주의 왕정의 강력하고 절대적인 힘을 과시하기 위한 목적으로 사용되었다. 또한, 바로크 건축 양식은 빛과 그림자의 대비를 극대화하면서 형태와 색을 도드라지게 하여 극적인 강렬함을 불러일으키는 특성을 지니고 있다.
르네상스 운동이 이탈리아 궁정의 부와 권력을 등에 업은 현세의 권력과 종교적 권력의 조합이었다면, 바로크는 적어도 초창기에는 개신교가 태동한 종교개혁에 대한 대처로 가톨릭교회가 스스로 개혁에 나선 가톨릭 개혁과 직접적으로 연관되어 있었다. 바로크 건축과 조각 장식물은 인간의 감성에 호소하는 한편 교회의 승리와 권위를 눈으로 볼 수 있도록 해주는 역할을 하였다. 이 새로운 건축 양식은 대중의 신앙심을 증진시키려고 한 테아티노회와 예수회 같은 새로운 수도회의 건물에서 특히 잘 나타났다.
로마식 바로크 건축 양식 시기는 대략적으로 교황 우르바노 8세, 교황 인노첸시오 10세, 교황 알렉산데르 7세의 재위기간인 1623년부터 1667년 동안으로 보고 있다. 이 시기에 두각을 나타낸 주요 예술가들로는 조각가인 잔 로렌초 베르니니와 프란체스코 보로미니 그리고 화가 피에트로 다 코르토나이다. 이들은 각자 자신만의 독특하고 개성적인 건축 작품을 만들어냈다.
17세기 동안 바로크 건축 양식은 예수회의 활동을 통해 유럽 및 남아메리카 전역으로 널리 퍼져 나갔다.

## 이탈리아(이태리)

### 로마와 이탈리아 남부
바로크 시대 로마의 최지성들이 교차된 돔과 본당 회중석과 더불어 바실리카에 대한 이탈리아식 해석에 바탕을 두고 설계되었지만, 그 건축에 대한 취급은 과거와는 매우 상반되게 달랐다. 제수 성당과 같이 매너리즘 관습에서 벗어난 최초의 로마식 건축물 가운데 하나가 바로 카를로 마데르노가 설계한 산타 수산나 성당이다. 마데르노는 원주 기둥과 벽기둥의 역동적인 움직임과 가운데로의 집중, 중심부의 장식과 돌출 등으로 건물의 복잡성을 더하였다. 성당은 고전적인 디자인 규칙을 따르는 가운데 다소 장난스러운 분위기를 엿볼 수 있지만, 여전히 엄격한 분위기를 유지하였다.
피에트로 다 코르토나 역시 그와 동일하게 건축물의 가소성과 용량감, 극적인 효과, 명암에 관심을 가졌다는 것을 그가 설계한 로마 최초의 곡선형 바로크 건축 양식 성당인 산티 루카 에 마르티나 성당(1635년 건설에 착수)에서 분명하게 알아볼 수 있다. 이는 산타 마리아 델라 파체 성당의 재건 작업(1656-1658)에서 확연히 알 수 있다. 명암을 적용한 반돔 형태의 포르티고로 구성된 성당의 정면 부분은 극장의 무대 세트와 흡사하며, 작은 사다리꼴 형태의 광장을 꽉 채우기 위해 성당의 정면 부분이 앞쪽으로 나오도록 변경되었다. 기타 로마 바로크와 후기 바로크 시대 모두 극장 무대처럼 극적인 분위기를 연출하여 시내에서 가장 주목받는 중심으로 부각되었다.
그러한 접근법으로 가장 대표적인 사례는 바티칸의 성 베드로 광장이다. 성 베드로 광장은 바로크 예술의 대표작으로 극찬을 받아왔다. 잔 로렌초 베르니니가 설계한 성 베드로 광장은 이집트에서 가져온 오벨리스크를 중심으로 지주 없이 세워진 두 개의 주랑으로 이루어져 있다. 베르니니 자신이 가장 좋아한 작품은 여러 가지 색채의 대리석들과 황금 돔으로 화려하게 장식된 산탄드레아 알 퀴리날레 성당이었다. 베르니니는 교회 건축뿐만 아니라 세속적 용도의 건물도 설계하였다. 그 가운데 바르베리니 궁전과 키지-오데스칼키 궁전은 둘 다 로마에 있다.
베르니니의 라이벌이었던 프란체스코 보로미니는 고대와 르네상스 시대의 일반적인 건축과는 상당히 동떨어진 건축물들을 설계하였다. 그의 건축 설계는 복잡한 기하학적 형태를 토대로 하였으며, 그의 건축 형식은 하나같이 독특하고 창의적이었으며, 중층적 상징주의를 사용하였다. 보로미니는 건축물을 설계할 때 필요에 따라 공간을 늘리기도 하고 줄이기도 하는 것처럼 보이는데, 이는 말년의 미켈란젤로의 스타일과 약간 유사성을 보여준다. 그의 대표적인 걸작품은 산 카를로 알레 콰트로 폰타네 성당이다. 이 성당의 특징은 복잡한 평면 배열인데, 어떤 곳은 타원형이고 어떤 곳은 십자형이며 벽체도 볼록한 부분이 군데군데 솟아있는 복잡함을 띄고 있다.

## 같이 보기
- 바로크 음악